# ヒラリー・スコット
ヒラリー・スコット（Hillary Scott，1983年2月3日生）は、アメリカ合衆国出身のポルノ女優。本名アマンダ・マリー・エリザベス・ウィッバン(Amanda Marie Elizabeth Wibben)。

## 来歴
イリノイ州のネーパーヴィルで生まれ、同州のシカゴで育った。11歳の時に母親が部屋にケーブルを引いてくれたことからポルノ映画を観始めたという。この時期には親友と初めてレズビアンの関係を持った。 処女喪失は16歳の時で、それからというもの高校内に複数の彼氏を保持していたという。
高校卒業後に抵当銀行で2年半ばかり働いたが、仕事に退屈するようになったうえ、堅苦しい衣服を着用しなければならないことや、ボディピアスを外さなければならないことが不満であったという。2005年のインタビューでは自身が社会恐怖の持ち主であるとの旨を述べている。
やがてポルノ映画界入りするために2004年の8月をもってロサンゼルスに移住。そのデビュー作『ダブル・プレイ2』ではアナルセックスを演じた。それから数多のゴンゾポルノでアナルセックスを演じたのち、2005年に『ダークサイド』という高予算作品に出演し、ペニー・フレームと異人種間セックスを演じた。この作品への出演によって2006年にAVNアワードの最優秀オーラルセックスシーン賞と最優秀グループセックスシーン賞を獲得。翌2007年にはXRCO賞において5冠に輝くという記録を達成した。
AVNの最優秀新人女優賞の候補ともなった2006年には、『インサイド・ザ・ポルノ・アクターズ・スタジオ』というラジオ番組の第1回目のゲストへ。これはハワード・スターン・ショーの寄稿者リチャード・クリスティの進行による1時間番組であった。2007年にはハワード・スターンのラジオ番組において、4年間で100万ドルという、ポルノ映画史上最も巨額の契約を交わした事を公表。
リア・ラヴの証言によれば、娘がいる。

## 受賞
- 2005年 CAVR Starlet of the Year[10]
- 2006年 AVN Best Oral Sex Scene（映画） - 『Dark Side』(アリシア・アリガッティ、ランディ・スピアーズと)[11]
- 2006年 AVN Best Group Sex Scene（映画） - 『Dark Side』(アリシア・アリガッティ、ペニー・フレーム、ディラン・ローレン、ランディ・スピアーズ、ジョン・ウェストと)[11]
- 2006年 XRCO Female Performer of the Year[12]
- 2006年 XRCO Orgasmic Oralist[12]
- 2006年 XRCO Orgasmic Analist[12]
- 2006年 CAVR Star of the Year[13]
- 2007年 AVN Female Performer of the Year[14]
- 2007年 AVN Best Actress（ビデオ） - 『Corruption』[14]
- 2007年 XRCO Orgasmic Analist[6]
- 2007年 XRCO Orgasmic Oralist[6]
- 2007年 XRCO Superslut[6]
- 2007年 XRCO Best Actress - 『Corruption』[6]
- 2007年 XRCO Female Performer of the Year[6]
- 2008年 AVN Best Supporting Actress（ビデオ） - 『Upload』[15]
- 2008年 F.A.M.E Dirtiest Girl in Porn[16]
- 2008年 XRCO Orgasmic Analist[17]
- 2009年 AVN Best Group Sex Scene - 『Icon』(ハイディ・メイン、マーク・デイヴィス、アレック・ナイト、チェイン・コリンズ、アレックス・サンダースと）[18]